# Хекен
Хекен (фр. Hecken) насеље је и општина у источној Француској у региону Алзас, у департману Горња Рајна која припада префектури Алткирх.
По подацима из 2011. године у општини је живело 434 становника, а густина насељености је износила 177,14 становника/km². Општина се простире на површини од 2,45 km². Налази се на средњој надморској висини од 300 метара (максималној 320 m, а минималној 293 m).

## Демографија
| 1962. | 1968. | 1975. | 1982. | 1990. | 1999. | 2011. |
| ----- | ----- | ----- | ----- | ----- | ----- | ----- |
| 114   | 120   | 153   | 250   | 372   | 402   | 434   |

График промене броја становника у току последњих година